# پیپریدین
پیپریدین (به انگلیسی: Piperidine) یک ترکیب آلی با فرمول مولکولی (CH2)5NH است. این آمین هتروسیکل، از یک حلقه شش عضوی حاوی پنج پل متیلن (–CH۲–) و یک پل آمین (–NH–) تشکیل شده‌است. این ماده به صورت مایع بی‌رنگ با بویی شبیه به آمین‌ها است. نام این ترکیبات از نام سرده Piper گرفته شده‌است که در زبان لاتین به معنی فلفل است. اگرچه پیپریدین یک ترکیب آلی رایج است، اما بیشتر به عنوان بخشی از ساختار هسته اصلی بسیاری از داروها و آلکالوئیدها مانند زولنوپسینهای طبیعی شناخته می‌شود.

## تولید
پیپریدین اولین بار در سال ۱۸۵۰ توسط شیمی‌دان اسکاتلندی توماس اندرسون و مجدداً به‌طور مستقل در سال ۱۸۵۲ توسط شیمی‌دان فرانسوی آگوست کاهورس که آن را نامگذاری نیز کرد، گزارش شد. هر دو شیمی‌دان این ماده را از واکنش پیپرین با نیتریک اسید به دست آوردند.
در ابعاد صنعتی، پیپریدین با هیدروژنه کردن پیریدین، و معمولاً با استفاده از کاتالیزور مولیبدن دی‌سولفید تولید می‌شود:
C5H5N + 3 H2 → C5H10NH
همچنین پیریدین می‌تواند از طریق کاهش بیرچ و با استفاده از سدیم در اتانول، به پیپریدین تبدیل شود.